# Coité do Nóia (kommun)
Coité do Nóia är en kommun i Brasilien.   Den ligger i delstaten Alagoas, i den östra delen av landet, 1 400 km nordost om huvudstaden Brasília. Antalet invånare är 10 926.
Följande samhällen finns i Coité do Nóia:
- Coité do Nóia

Omgivningarna runt Coité do Nóia är huvudsakligen savann. Runt Coité do Nóia är det ganska tätbefolkat, med 149 invånare per kvadratkilometer.